# Martine Roure
Martine Roure (n. 28 septembrie 1948, Lyon, Rhône⁠(d), Franța) este un om politic francez, membru al Parlamentului European în perioada 1999-2004 din partea Franței. 